# 台灣糖業公司
台灣糖業股份有限公司（簡稱台糖）是臺灣規模最大的農產企業之一，於1946年5月1日成立，當時名為臺灣糖業有限公司，於1947年1月19日接收日本所屬在臺各糖業相關機構並將總部搬遷至臺灣臺北市，等舊會社民股處理完畢，才於1948年9月3日正式召開股東大會並報工商部（今經濟部）核准登記，改制為股份有限公司:23:3:126。而由於台糖各事業部多位於南部，為活化資產及便於調配資源，2005年10月7日召開臨時股東會、通過修改公司章程，將總管理處（總公司）由臺灣臺北市遷至臺灣臺南市臺糖研究所用地，並於同年12月19日起開始辦公。
該公司成立時的最主要業務是砂糖生產與銷售業務，而台糖的種蔗面積最高達12萬公頃（1948年－1949年），產糖量最高達100萬噸（1964年－1965年），糖外銷外匯收入最高為1億3,500萬美元（1964年），曾佔中華民國總出口外匯79%，繳庫盈餘達到28億元（1976年）:224；後來自1990年代起國際糖價波動及下跌，過去可供外銷的砂糖產量減少並導致臺灣製糖業逐漸衰微，台糖亦因而開始轉型，約在2004年初完成底下八大事業部的建置，除了原本主要的砂糖事業外還有油品、畜牧、生物科技、商品行銷、精緻農業、休閒遊憩等事業:225，過去還曾經營過鐵路運輸、量販、教育等事業。

## 沿革

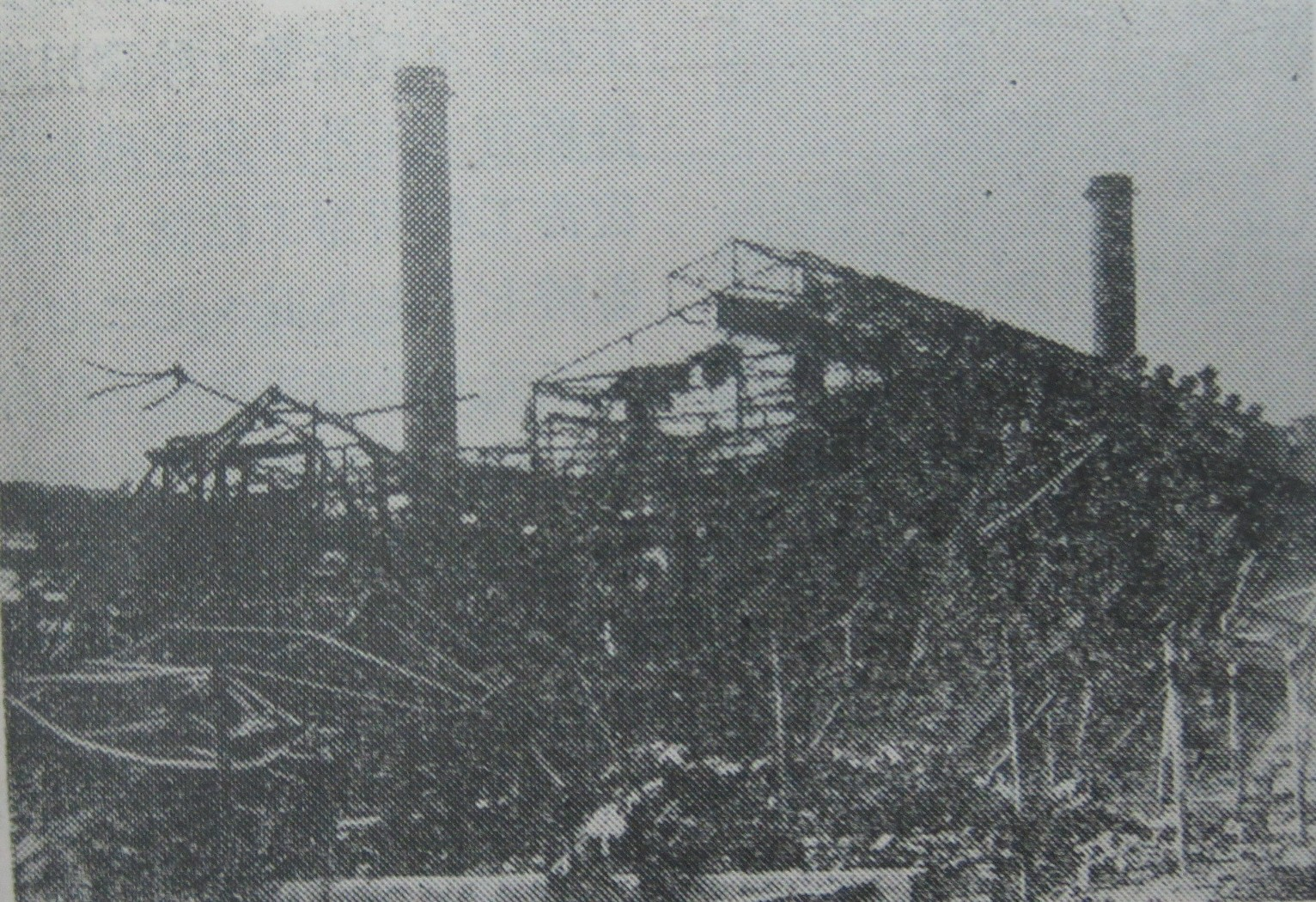
二次大戰中受創的虎尾糖廠

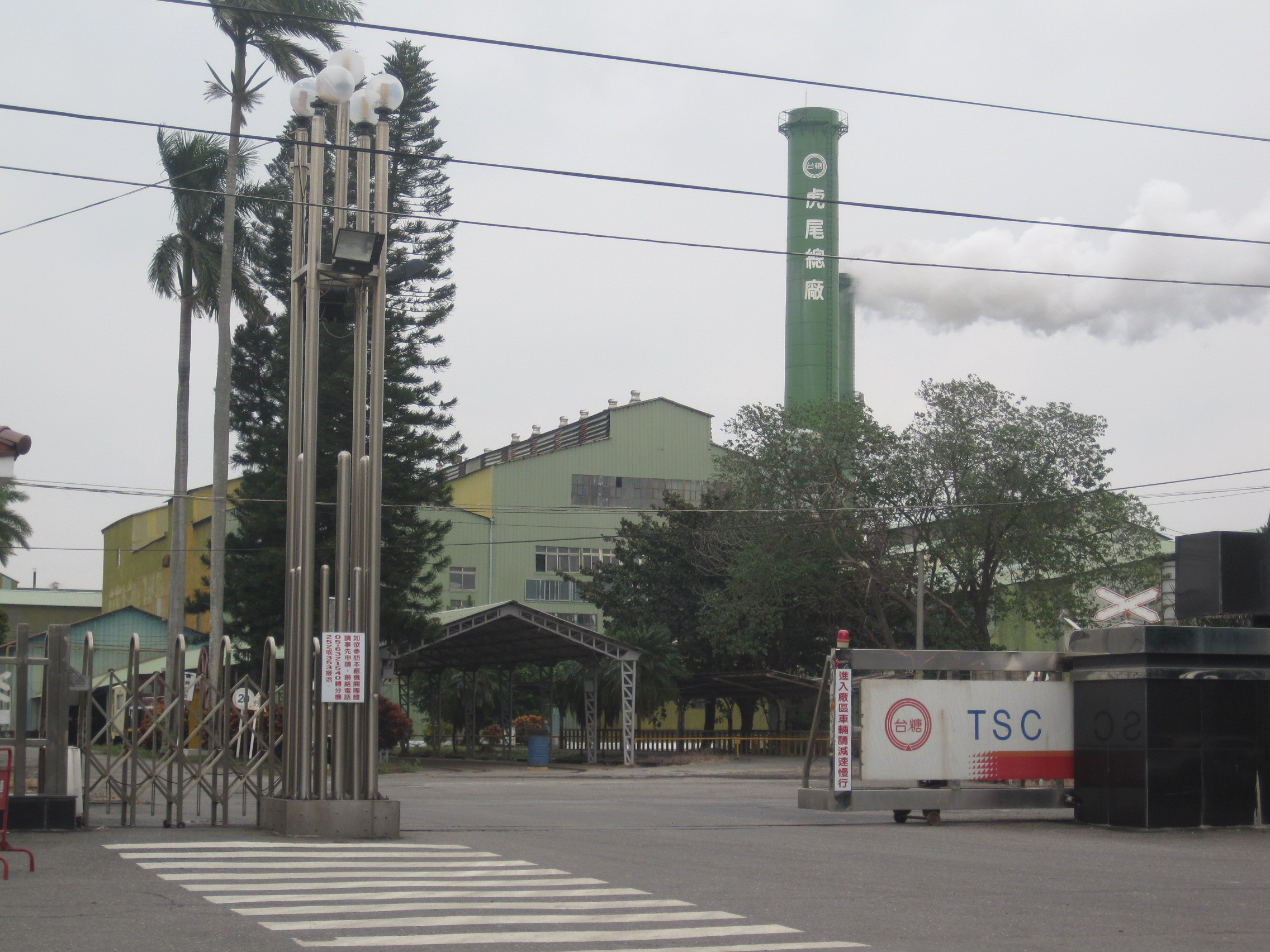
製糖中的虎尾糖廠（2012年）

臺灣糖業在第二次世界大戰期間遭受嚴重破壞，42間糖廠中只有8間未受破壞，有32萬4,900噸的蔗糖毀於空襲；而1945－1946年期的蔗作面積僅4萬3,000公頃，收穫面積為3萬3,700多公頃，砂糖產量減至8萬6,000噸:6。二次大戰後，中華民國政府在臺成立臺灣省行政長官公署，並開始接收臺灣日治時期的日人產業；而在糖業方面，行政院工商部臺灣區特派員辦公處糖業組組長是專門委員沈鎮南，他於1945年11月11日與臺灣省行政長官公署農林處處長趙連芳等人同行進行為期一週的各地糖廠考察:6。而在考察之後，臺灣省行政長官公署決定在正式接收之前先行監理，成立「臺灣糖業監理委員會」，主任委員即為沈鎮南，該委員會則於11月26日組成，各單位的監理人員於12月1日起開始赴任:6:21。
臺灣糖業監理委員會的監理範圍除了四大製糖會社（日糖興業、臺灣製糖、明治製糖、鹽水港製糖）以外，還有其他相關組織，分別是日本糖業聯合會臺灣支部、日本製菓株式會社（隸屬日糖興業）、東亞冰糖株式會社（隸屬臺灣製糖）、臺灣農工土地株式會社（隸屬臺灣製糖）、南投輕鐵株式會社（隸屬明治製糖）、東亞礦業株式會社（隸屬明治製糖）、新興產業株式會社、酒精輸送株式會社、明治產業株式會社、株式會社蔗板製作所、株式會社福大公司、展南拓殖株式會社、卓蘭興業株式會社:7。
臺灣糖業監理委員會的監理時期到1946年3月底，之後監理委員會直接在4月改為「接收委員會」處理接管事宜:7，預定在5月底完成接管工作，但實際上到了8月底才結束接管工作；而接管期間日本糖業聯合會臺灣支部作為該委員會的辦公處，日糖興業、臺灣製糖、明治製糖、鹽水港製糖則分別改為第一到第四區分會，分會總部分別位在虎尾、屏東、麻豆與新營:14－16。而在此同時，行政院資源委員會與臺灣省行政長官公署以3比2的比例出資舊臺幣三十億元為資本，於1946年5月1日在中華民國上海市成立「臺灣糖業有限公司」，是台糖成立的開始:7。

### 成立初期
中國及其他地區糖業戰後情況
二次大戰之前中國在廣東有七間新式糖廠，在山東有一座甜菜糖廠，另外還有其他地區的糖廠；而全中國自產的食糖有一半來自廣東，其土糖與機製糖年產20萬噸。然而當時全中國每年的食糖消費量約有100萬公噸，不足的部分主要是從爪哇、香港、日本與臺灣進口，但實際上香港糖產自荷屬東印度的爪哇，日本精糖原料來自臺灣，故實際進口的產糖地是爪哇與臺灣而已，分別佔中國食糖進口量的40%與55%:92。
二次大戰後，東亞主要食糖出口地區都受到嚴重的破壞，原荷屬東印度104間糖廠在戰後只剩下20間，且在印度尼西亞宣布成立後當地的製糖業失去靠壓低工資取得的廉價勞工；原本年輸出85萬噸砂糖的菲律賓因製糖業在戰爭受到重創而無法出口砂糖，還反而需要進口；中國原有糖廠在廣東只有順德、東莞糖廠局部修復，而廣西貴縣糖廠、山東溥益甜菜糖廠則不能恢復，更加不能自足；而世界其他地區也處於食糖供不應求的狀態，如古巴糖在1945年－1946年產出的445萬噸砂糖有296萬1,000噸全出口給美國，剩下的砂糖完全無法滿足歐洲市場:92。
臺灣二次大戰前食糖產量最佳紀錄為年產140萬噸，出口量高居全球第三，僅次於爪哇（荷屬東印度）與古巴，是以中華民國政府在取得臺灣後對於臺灣糖業前景相當看好，認為臺灣糖業產量滿足全中國的需求綽綽有餘:92，積極投入糖廠修復，重振臺灣糖業，是以臺灣糖業在戰後兩三年內便已恢復到戰前六成的產量。
成立經過
臺糖公司於1946年5月1日在上海成立之後，由於臺灣糖業的接管工作仍在進行，故直到9月1日才開始經營臺灣糖業，將接管委員會四區分會改為四區分公司，此時總部設在上海市福州路53號5樓，於臺北市延平南路66號（原日本糖業聯合會臺灣支部）設置臺北辦事處，並在上海從事砂糖的販售:23:29、407。後在1947年1月18日，由行政院資源委員會與臺灣省行政長官公署分別指派董事與監察人，於上海舉行創立會，通過公司章程，同日並舉行第一次董監聯席會議通過公司各項組織規程:3，1月19日將上海總部與臺灣臺北辦事處互換，而後因民股所有權人幾乎遍布中國各地，處理困難，等舊會社民股處理完畢，才於1948年9月3日正式召開股東大會並報工商部核准登記，改制為股份有限公司:126:407。而臺糖成立初期資本為舊臺幣30億元，1948年9月9日因中華民國幣制改革，資本額換算成金圓券4億8,000萬元，直到1951年7月19日調整為新臺幣6億元:6。

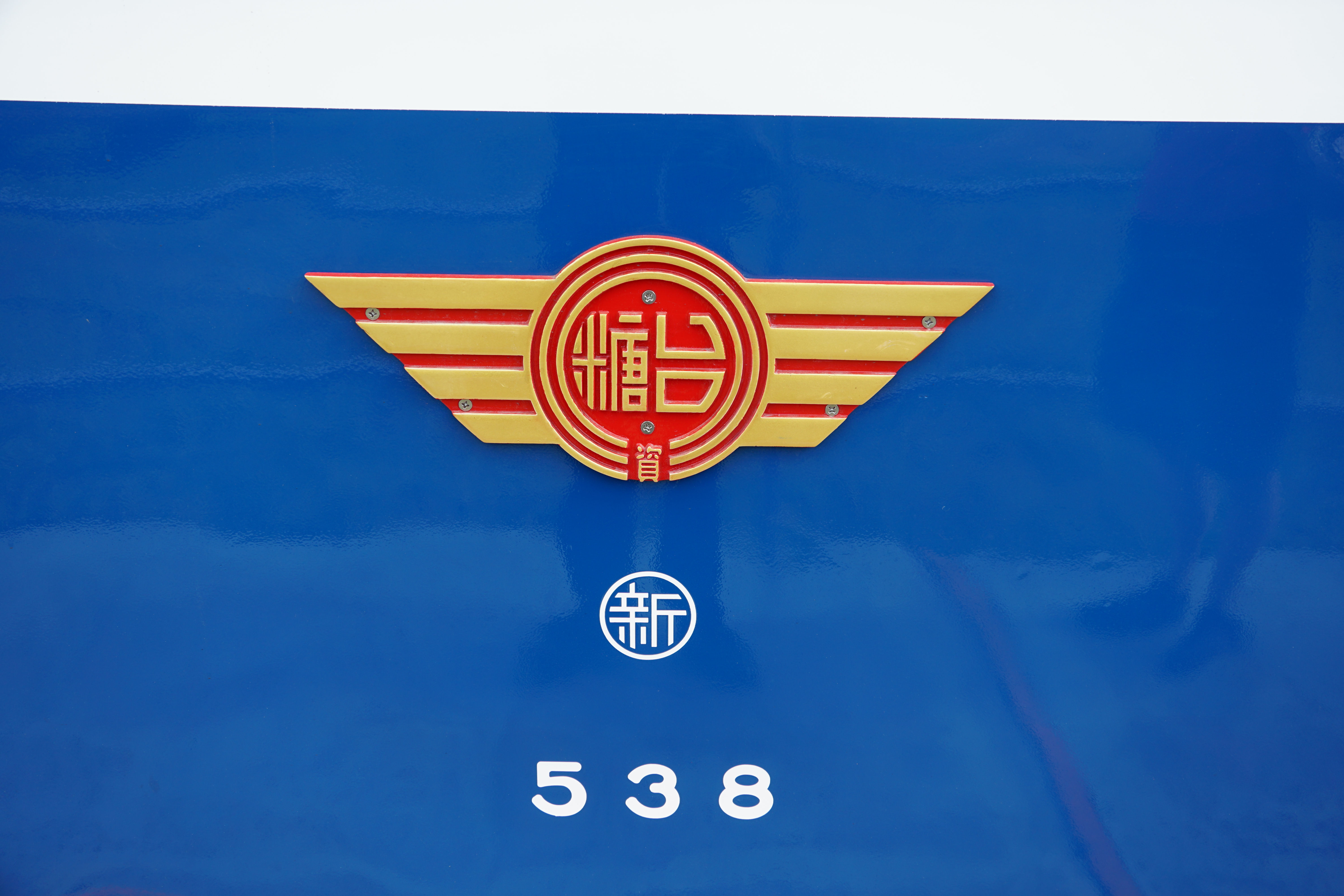
台糖勝利號汽油車上的復刻舊台糖標誌，資字象徵台糖公司其曾隸屬於行政院資源委員會

臺糖公司初期的組織架構大致如下:29：
- 總公司：董事會下置總經理一人，協理五人，其下又有秘書室、人事室、技術室、農務室、經濟研究室、財務處、業務處、材料處、甘蔗研究所。
- 分公司：置經理、副經理各一人，下有總務處、農務處、工務處、運務處、會計處、人事室、甘蔗示範場等單位。
- 糖廠：置廠長一人，下有總務課、農務課、工務課、運務課、會計課或釀造課。

十五萬噸敵糖與228事件
臺灣日治時期所庫存的食糖，經過清點後幸免於難的共有14萬8,176公噸（當時又稱為「敵糖」），這批糖因行政院院長宋子文於1946年4月下令而由臺糖運往上海，交由中央政府處理，以作為「收縮通貨」的工具，這批庫糖雖由臺糖公司代為販售，但同時臺糖公司也被禁止在上海賣售新糖以免影響政策成效，而這批庫糖的收入在經臺糖陳情後以七比一的比例分配，即銷糖8噸，則7噸算行政院銷糖，1噸為臺糖的銷糖，對於後來臺糖的發展造成了一定影響，且造成臺灣民眾認為中央政府「劫收」搶奪地方財產的不良觀感，為日後二二八事件的遠因之一。二二八事件處理委員會在1947年3月6、7日發布的《四十二條處理大綱》中，其中一項即是「送與中央食糖15萬噸，要求中央依法估價，撥歸臺灣省」。
而5月剛開始在上海銷售庫糖時，不採零售而是躉售的方式，而為了穩定糖價，遂由臺糖與上海市社會局洽商組成「糖價審議委員會」，成員由上海市社會局、參議會、糖業公會、南貨業工會以及臺糖公司各派一員當評議員來議價，配售方式是各業者自由申請，直到1947年2月物價上漲令原本漸趨穩定的糖價又再次波動，為避免商人屯貨，改根據各糖商過去各期購買額平均值來規定配售量。在此同時，臺糖公司亦以平價供應京滬區公教人員食糖與上海市戶口糖。
二二八事件後，中央政府派國防部部長白崇禧上將來臺處理善後，於4月14日提出「今後臺政改正意見」，其中第四點即是關於庫糖銷售問題，建議將已賣掉一半的庫糖還給臺糖公司，以增加臺灣省銀行法幣周轉，安定金融，後此意見經國民政府主席蔣中正批准後，剩下的庫糖便交還給臺糖公司，計原有14萬8,176公噸的庫糖，最後中央政府得庫糖75,000噸，臺糖得到73,146噸。
上海市人民政府成立後
1949年5月27日，中國人民解放軍控制上海全境，隨即成立了中國人民解放軍上海市軍事管制委員會，下設財政經濟接管委員會（內部設有工商處、貿易處），隔日成立上海市人民政府，市軍管會派專員趙錚至舊上海市社会局宣布接管方针，而臺灣糖業公司上海辦事處也在之後遭到接管。當時臺灣糖業公司在上海還留有38,000噸的糖，這些糖與中華民國行政院資源委員會2,000噸的存糖一起被中華人民共和國國營化工公司所接收。
此外原本在1948年2月12日於臺北召開第三次董監會議時，臺糖公司有打算利用廢置機器協助廣東與四川發展糖業，在當地設置糖廠的計劃:24，但隨著中國大陸地區為解放軍控制而不了了之。
1950年5月26日，情治單位開始逮捕台糖相關人員，爆發沈鎮南資匪案。

### 總廠制時期
1950年7月1日，因為台糖總公司與糖廠之間多一中間管理機構──分公司，另命令傳達多一層級，遂於該日撤銷分公司，改採總廠制，而所謂的總廠在地位上與一般糖廠相等，只是對所屬糖廠有技術督導責任而已，而位於東臺灣的花蓮、臺東兩廠則為總公司直轄廠:33。各總廠與所轄糖廠如下:34：
- 臺中總廠（含潭子、烏日工場）：月眉、新竹（含苗栗工場）、埔里、溪湖（含彰化工場）、南投、溪州
- 虎尾總廠：龍岩、北港、大林、斗六（含竹山工場）
- 新營總廠：烏樹林、南靖、蒜頭、岸內
- 總爺總廠：玉井、車路墘、三崁店、灣裡、蕭壠
- 屏東總廠：橋仔頭、小港、東港（含恆春工場）、旗尾

而在此時期，1958年7月總爺、蕭壠合併為「麻佳總廠」，車路墘、三崁店合併成「車崁糖廠」，可說是之後「大廠制」實行的先聲，而後1966年7月橋頭糖廠與小港糖廠合併為高雄糖廠，以試辦大廠制:34。另外新竹、彰化、埔里、溪州等糖廠在1950年代時停止運作，其中新竹、彰化、埔里三廠改為副產加工廠，此外台糖也新設種畜場、新營副產加工廠、關子嶺採石場、臺東鳳梨工廠、高雄副產加工廠等工廠:34、35。
N:Co310蔗種的引進與推廣

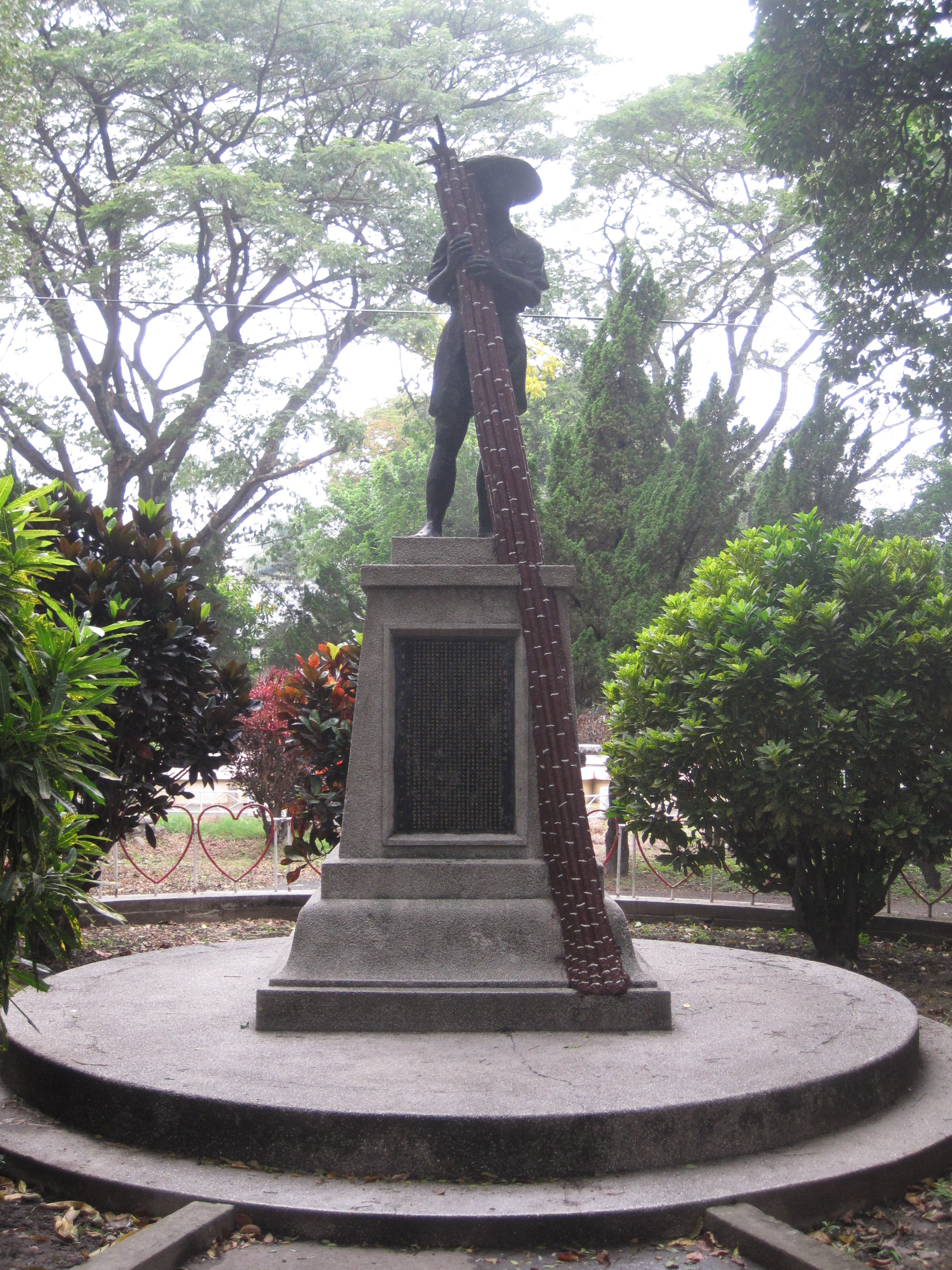
虎尾糖廠同心公園裡的紀念碑

臺糖成立初期時，臺灣主要用來製糖的蔗種是F108，卻在1946年左右發生突變，品質下降產量減少，衝擊臺灣糖業，當時糖政農務處處長汪楷民在台糖公司協理朱有宣協助下發函向各國著名蔗種試驗場求助，最後從南非那他爾甘蔗種試驗場取得24株C310蔗種:129。N:Co310蔗種是該試驗場早年從印度引進的雜交籽實改良種，比原來的F108蔗種糖分高兩度，分檗力比F108高三倍，生長期也從18個月縮短為11個月:129。
該蔗種引進臺灣後，先試種在虎尾糖廠宿舍附近的蔗苗園:129，幾經改良後在台糖公司於1953－1954年期開始大力推廣下，在到1963－1964年期這十年間平均種植面積維持在佔總種蔗面積的70%以上，最高達到94.35%:64，化解臺灣糖業的危機。後來為了紀念此事，於虎尾糖廠同心公園立有紀念碑:129。但後來該蔗種感染黑穗病，栽植面積減少，在1986年時種植面積僅佔總種蔗面積0.01%以下，但仍為優良育種材料:130，另外在該蔗種之後，再也沒有一個外國引進品種能在臺灣成為栽培品種:152。

### 大廠制時期
由於國際糖價波動，且台糖的固定成本偏高，為節省成本，台糖遂試行大廠制，後於1967年7月正式實施:35。在大廠制之下，糖廠改分為七區，每區設總廠，為獨立預算單位，負責全區之規定產量與盈虧，而一般糖廠則為生產執行單位，而總廠制時期總廠所設有的督導處則被撤銷，此外糖鐵的機車則集中由總廠調度:36。此時的糖廠分區如下:36：
- 臺中區：臺中、月眉、溪湖
- 虎尾區：虎尾、斗六、北港
- 嘉義區：嘉義、大林、蒜頭
- 新營區：新營、烏樹林、岸內
- 麻佳區：麻佳、善化、玉井、三崁店
- 高雄區：橋頭、車路墘、小港
- 屏東區：屏東、旗山、南州

而在此一時期，彰化副產加工廠民營化，與國民黨合資成立臺灣建業公司，此外臺中區於1969年7月因原料不繼被撤銷，臺中總廠改為一般糖廠，月眉糖廠改為臺中糖廠第二工場，溪湖糖廠與臺中糖廠均改為總公司直轄:36。

### 第二次總廠制時期
大廠制實行之後，由於總廠與糖廠之間權責、督導、協調、聯繫等情況未符合改制理想，遂從1972年7月恢復總廠督導制，而嘉義、麻佳、高雄總廠先後遭到撤銷，烏樹林、小港兩糖廠撤銷，不過在小港糖廠舊址改設小港副產加工廠:37-38。而除了這些改變之外，台糖所作的改變還有恢復月眉糖廠的建制，並完成屏東紙漿廠的建設:37-38。

### 公司直轄時期
1985年9月1日，總廠督導部門撤銷，行政管理事項由台糖公司直接辦理，而台糖在1986年5月1日時，在董事會、總經理、副總經理之下設有的單位如下:38-39：
- 各種委員會
- 秘書處、人事處、財務處、會計處、資訊處、資產處、物料處、業務處、副產處、工務處、土木處、畜殖處、農務處、企劃檢核處
- 營業所：臺南、臺中、臺北區
- 高雄營運處
- 生產技術服務處
- 訓練中心
- 副產加工廠：新營、埔里、小港
- 畜產研究所、糖業研究所
- 總廠：虎尾、新營、屏東
- 糖廠：臺東、花蓮、溪湖、月眉、臺中、斗六、北港、大林、南靖、岸內、蒜頭、麻豆、佳里、善化、永康、玉井、高雄、仁德、旗山、南州

## 歷任董事長[10]
| 1    | 吳兆洪 | 1946年5月1日   | 1950年5月         |            |
| 2    | 楊繼曾 | 1950年6月      | 1950年12月        |            |
| 3    | 李崇實 | 1951年1月      | 1967年1月31日     |            |
| 4    | 湯元吉 | 1967年2月1日   | 1972年6月30日     |            |
| 5    | 張研田 | 1972年7月1日   | 1980年12月15日    |            |
| 6    | 張憲秋 | 1980年12月16日 | 1981年12月27日    |            |
| 7    | 汪彞定 | 1981年12月28日 | 1989年11月30日    |            |
| 8    | 葛錦昭 | 1989年12月1日  | 1992年10月30日    |            |
| 9    | 魏浩然 | 1992年10月31日 | 1995年9月29日     |            |
| 10   | 張有惠 | 1995年9月30日  | 1997年9月1日      |            |
| 11   | 錢秉才 | 1997年9月2日   | 2002年3月         |            |
| 12   | 吳乃仁 | 2002年4月8日   | 2003年12月29日    |            |
| 13   | 龔照勝 | 2003年12月30日 | 2004年6月30日     |            |
| 代理 | 魏巍   | 2004年7月1日   | 2004年7月26日     | 總經理代行 |
| 14   | 林能白 | 2004年7月27日  | 2005年2月22日     |            |
| 15   | 余政憲 | 2005年2月23日  | 2007年10月10日    |            |
| 16   | 葉國興 | 2007年10月11日 | 2008年8月31日     |            |
| 17   | 吳容明 | 2008年9月1日   | 2008年12月24日    |            |
| 18   | 胡懋麟 | 2008年12月25日 | 2013年5月22日     |            |
| 19   | 陳昭義 | 2013年5月22日  | 2016年9月10日     |            |
| 20   | 黃育徵 | 2016年9月10日  | 2019年6月19日:356 |            |
| 21   | 陳昭義 | 2019年6月19日  | 2023年4月19日     |            |
| 22   | 楊明州 | 2023年4月20日  | 2024年10月28日    |            |
| 代理 | 劉起孝 | 2024年10月28日 | 2024年12月5日     |            |
| 23   | 吳明昌 | 2024年11月29日 | 現任              |            |

## 近年轉型

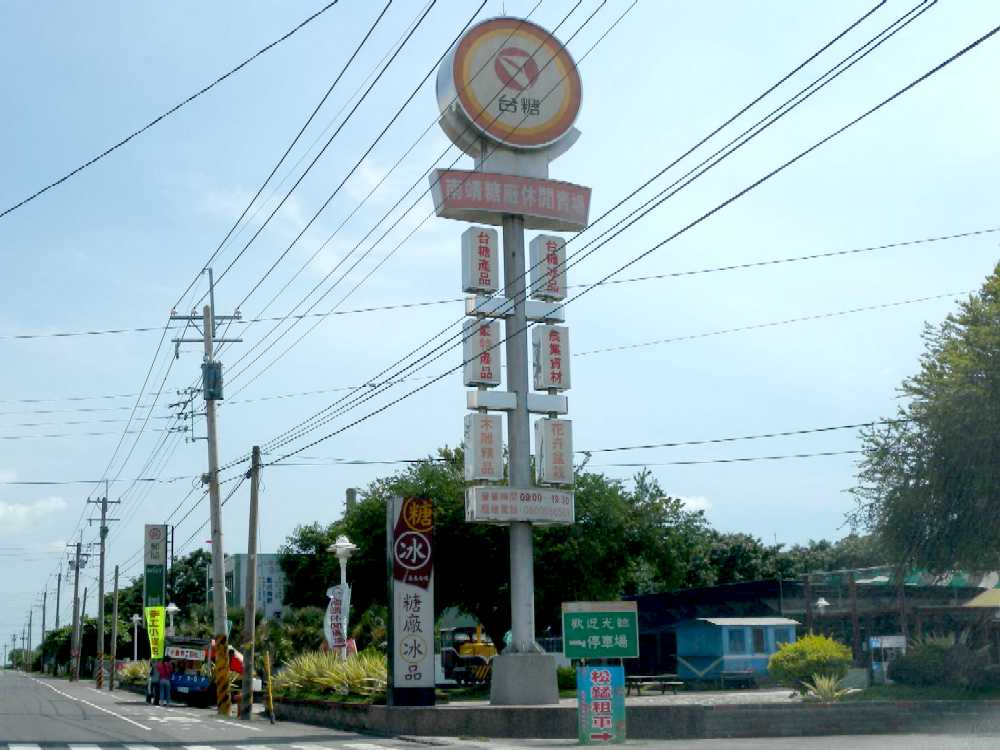
台糖南靖糖廠休閒廣場，招牌保有2000年代中期的台糖商標

在1950年代和1960年代，台糖因著大量外銷糖產品，成為當時臺灣最大的企業。台糖現在仍是臺灣最大的地主，所擁有的土地（主要為農場）遍佈全臺各地。為了有效開發其土地，台糖在1997年10月成立營建開發部門，後來在2004年1月改組為土地開發中心，2005年10月改為土地開發處，以自建、合建、專案開發、廠區開發、興建學生宿舍等方式加以運用:290、291。

#### 多角化經營
台灣糖業目前已經屬於夕陽產業，為了因應製糖、畜殖、副產加工三大本業的衰退，台糖自1990年代開始進行多角化經營，如發展觀光產業、花卉養殖業、生物科技以及零售通路業（如便利商店、超級市場、量販店）、連鎖加油站、冰品等。此外也台糖同時也進行轉投資以求順利轉型，在臺灣投資了台灣高鐵公司等企業:361。
台糖在2004年時已建構量販、生物科技、精緻農業、畜殖、商品行銷、油品、休閒遊憩、砂糖等八大事業部，並規劃將砂糖以外的其他事業部進行公司化，以控股公司型態為未來的經營方向。

#### 總部南遷深耕
由於過去南糖北米政策，致使臺糖各事業部多位於臺中以南，總管理處位於臺北，在聯繫時效上有所不足。台糖在2005年6月成立台糖總公司南遷評估小組，做出總管理處南遷的評效，其中對於重塑企業文化、營造組織精神、強化指揮體系、暢通管理機制、活化公司資產等項都有呈現出正面的指向，而且台糖公司土地、生產基地多位於南部，總公司南遷後，可將這些重要的企業活動集中一處，拉近管理階層與基層員工距離，落實走動式的管理，並活化資產及便於調配資源。10月7日台糖召開臨時股東會、通過修改公司章程，將總管理處由臺北市遷至臺南市台糖研究所用地，並於同年12月19日起開始辦公:382。台糖在南遷後開始企業重整，總公司南遷貼近事業部，換取過去時間的浪費與成本的支出，展開脫胎換骨重生再造。

#### 產業現代化
台糖自2016年起推動企業現代化。優先建立科技化的養殖模式，改建農畜循環與畜舍成為現代化畜殖場，以歐洲養殖標準的「東海豐畜殖園區」兼具觀光與教育功能。台糖並自我定位為新農業領頭羊，採行有機農法的友善耕作、以專業課程培養綠領青農的農畜學院。在科技農業的進程中，也兼顧發展循環經濟，利用生物技術精煉高價值的生質材料，並投資綠色再生能源。

#### 循環建築示範
台糖近年積極推動循環經濟的理念，將資源循環模式導入營建業，掌握建築設計的源頭，將傳統營建廢棄物賦予新的生命力。台糖公司配合台南沙崙綠能科學城計畫，打造沙崙智慧綠能循環住宅園區，首度導入建材銀行、模組化及能資源等循環概念，翻轉營建業線性消耗資源的經營模式。沙崙循環園區結合綠色、低碳節能，建構永續宜居的住宅，採取新標準及新工法，提供使用模式以取代所有權。預期此項計畫帶動臺灣營造業的循環式建築，推動產業模式向永續循環的經濟模式邁進，全園區住宅預計在2020年完工啟用。

#### 領頭發展新農業
台糖公司領頭轉型臺灣新農業，支持青農返鄉發展，自2019年5月起提供土地，含雲林馬光、雲林虎尾、雲林斗六、臺南善化、臺南新化、臺南虎山、臺南官田以及高雄燕巢等有機園區，提供農地讓青農進駐種植有機農產，與青農合作生產有機蔬果，由台糖協助將農產品供應學校午餐食材。另協助成立青農社團網路平台，提供市集場場所以建立行銷通路。台糖在此合作基礎上，改善農業生產、生活與生態環境，發展在地農業觀光。

#### 文化資產活化
在企業現代化的過程中，台糖自詡為「有溫度的國營企業」，重視民眾的歷史文化記憶，發揚糖業文化的價值，積極進行糖業鐵道、停工糖廠的保存與活化，以及日式房舍的修護。同時，台糖籌辦糖業文化季、開發與行銷文創商品，結合地方政府的文創產業資源，引入文化泉源活水，將廠區打造成為匯集地方創意的舞台，並與國際潮流接軌，使台糖品牌成為與民眾記憶相結合的獨特的在地文化內涵。

#### 食品安全保障
2013年，台糖受食安事件波及，國營公司形象受到打擊，為加強源頭管理及確保出廠產品品質，建置「食品安全追溯管理系統」，將自製食品及OEM、ODM代工食品之原料、添加物及供應商等基本資料建檔，並將每批產品之生產資訊及檢驗報告上傳至系統中，加強溯源管理，針對原料管理、產品管理及供應商、製造商管理，勾稽查核維護安全。

## 所屬事業

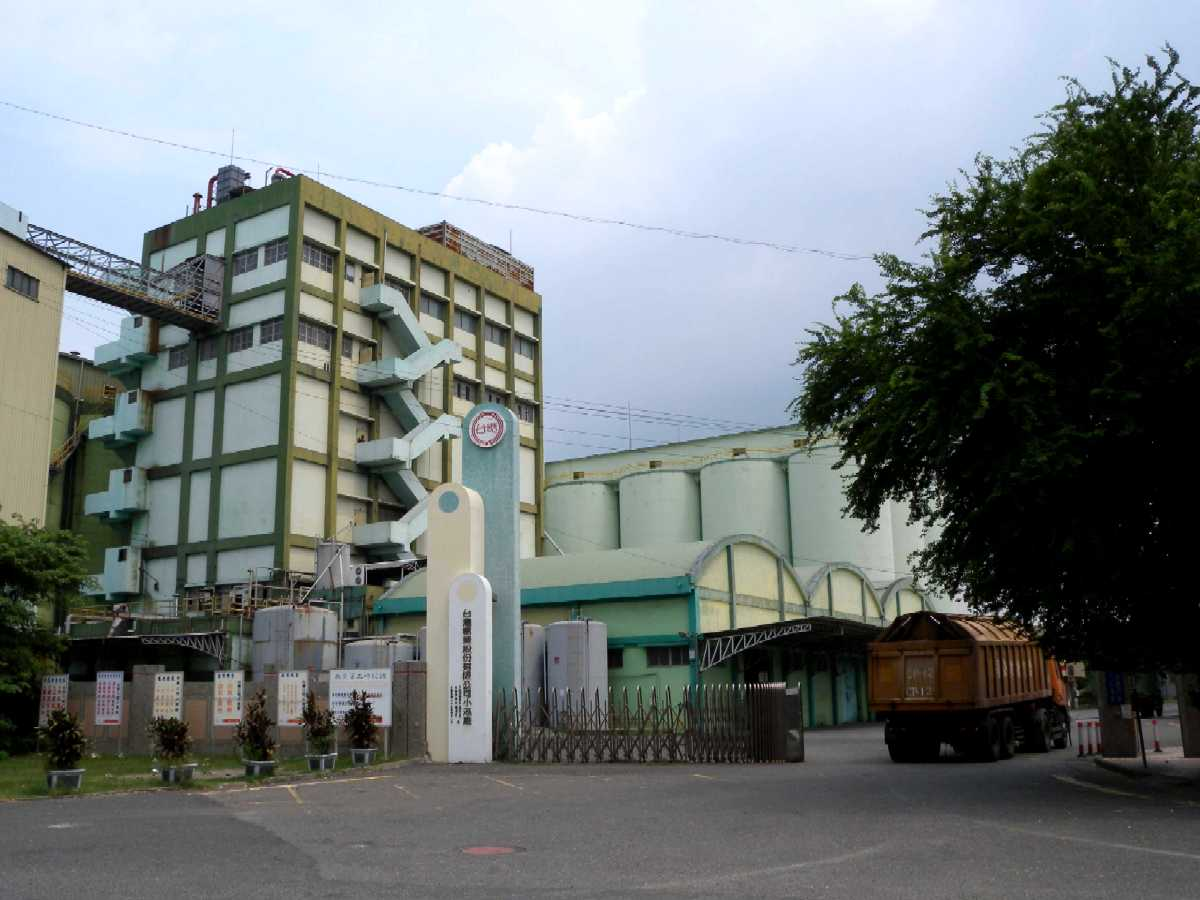
小港煉糖廠

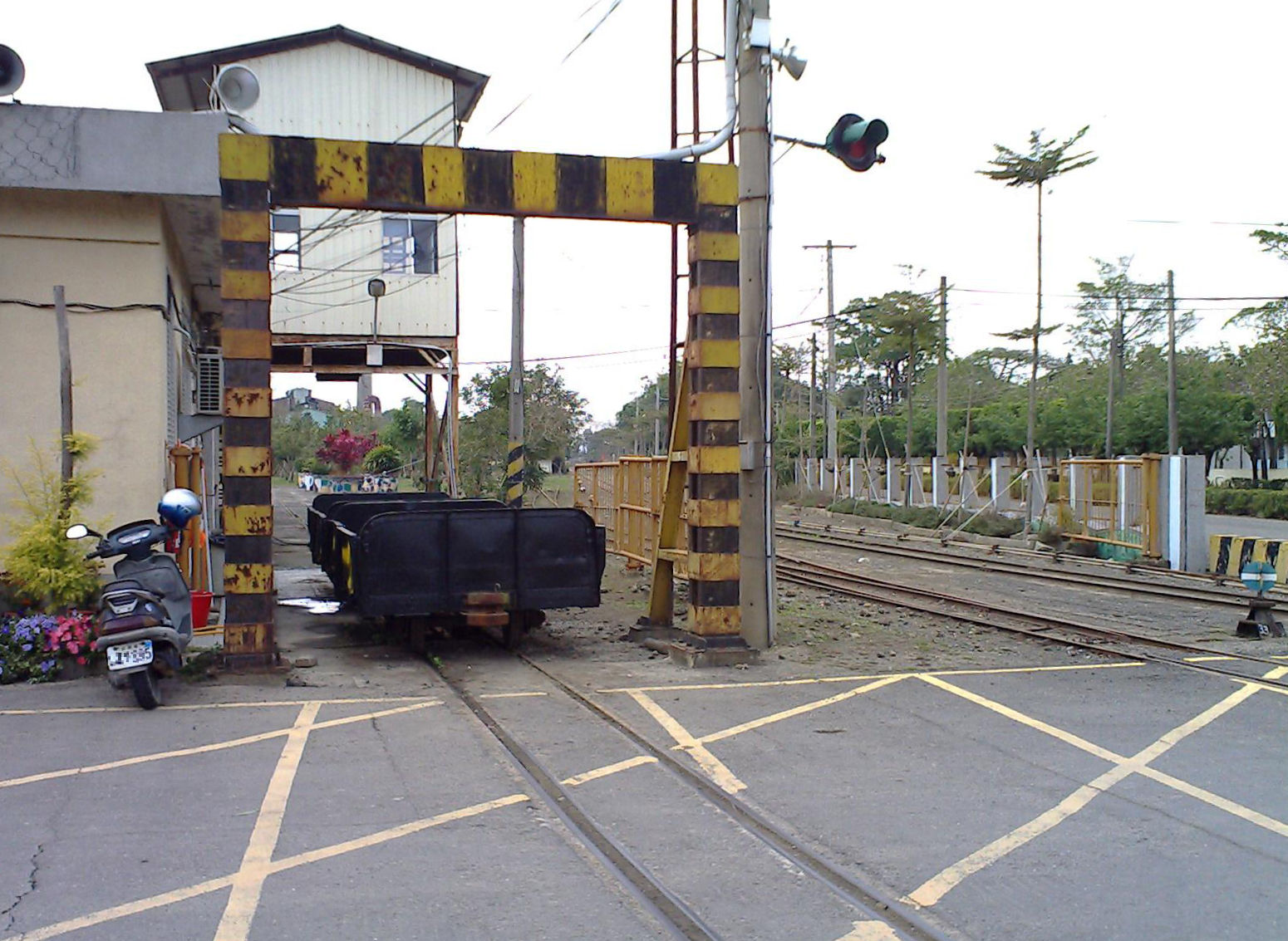
蒜頭糖廠的過磅站

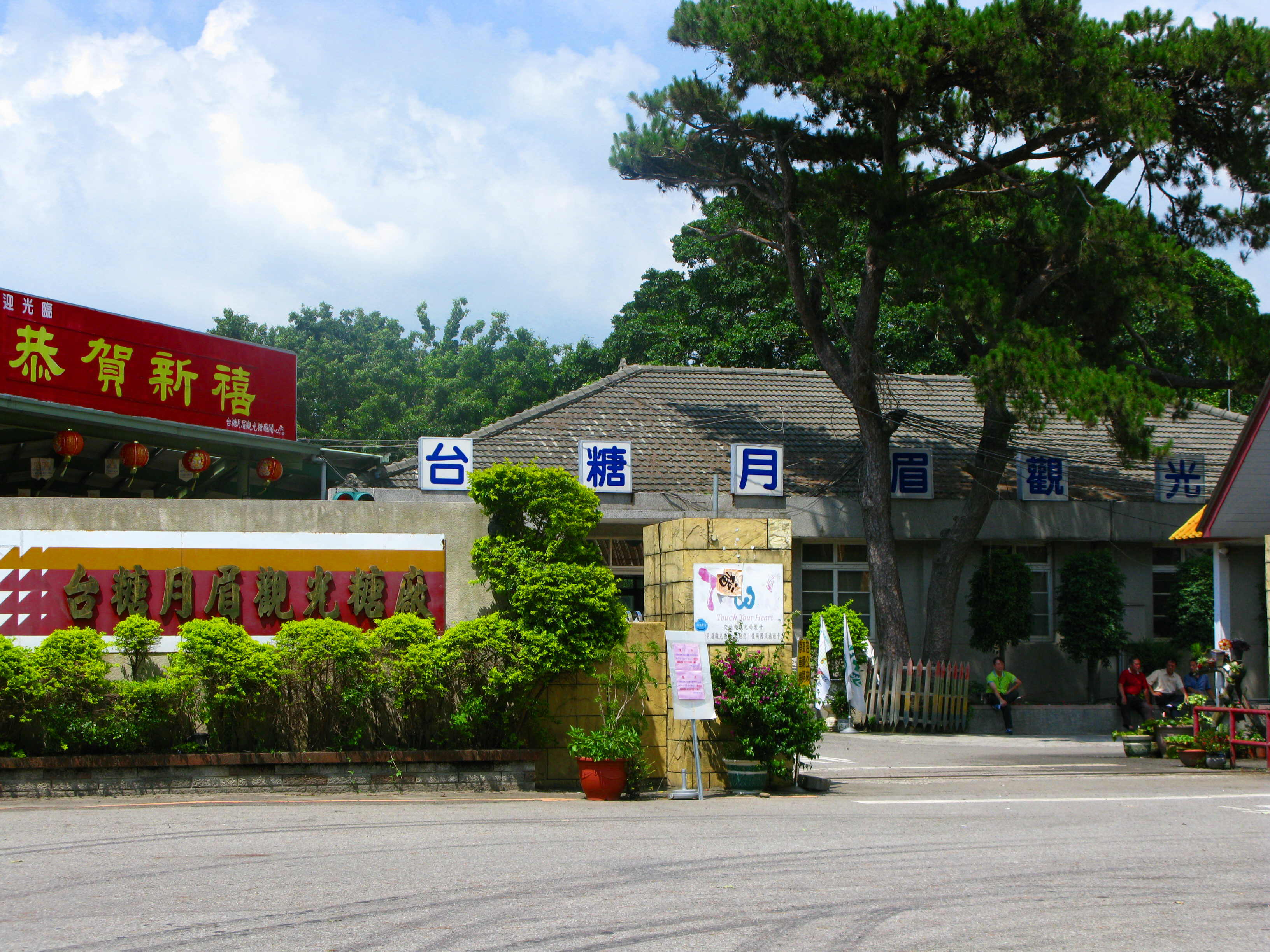
台糖月眉觀光糖廠

### 砂糖事業
砂糖事業過去是台糖公司最主要的事業，因應台糖在2003年進行組織改革，實施事業部制，台糖糖業處製糖方面業務在2004年1月改組為「砂糖事業部」，總部位於高雄市小港區，當時底下有小港煉糖廠、虎尾糖廠、北港糖廠、南靖糖廠、善化糖廠，而後北港糖廠在2005年7月停閉:230。
砂糖事業部目前主要的業務是甘蔗種植與砂糖生產，而臺灣在2000年代時，甘蔗種植主要是在彰化、雲林、嘉義、高雄等區域，面積約在1萬公頃，而虎尾、南靖、善化三座糖廠每日可以壓榨出9150噸的蔗糖，小港煉糖廠的精糖產量則是每日1250噸:233。後來在2008年時，南靖糖廠也宣布停壓。

### 量販事業
主管該事業的量販事業部在2000年10月成立，總部位在臺南縣仁德鄉田厝村（今臺南市仁德區田厝里，原仁德糖廠內），於2001年12月於高雄市楠梓區開設第一間量販店，而後到了2010年代除了楠梓店外已開設有雲林北港、臺南仁德、屏東，臺中西屯四家分店:278。
2019年4月30日，台糖量販事業部發出公告，台糖旗下五間量販店將在6月16日結束營業。之後這五間量販店及臺中水湳、高雄五甲與小港等3家健康超市會由家樂福接手，而台糖的商品也會進入家樂福的通路販售。

### 油品事業
台糖的油品事業始於1995年加油站籌設推動小組的成立，而後隔年10月1日成立油品事業組，之後歷經組織變遷於2003年10月1日改制為油品事業部，總部在2004年1月2日遷到臺南縣新營市（今臺南市新營區，原新營糖廠內），之後陸續接收各廠的加油站業務，在2011年2月已營運73間加油站與2間加氣站:282。
目前旗下所有加油站油品皆使用中油油品。

### 畜殖事業
台糖公司的畜殖事業可追溯至1953年開辦的養豬事業，最高年產量是70萬頭毛豬，而後因加入WTO等因素，年產量已降低至44萬頭:263。而除了養豬事業之外，台糖也曾飼養過肉牛與水產:191、192。而由於養豬事業在1997年曾受到口蹄疫衝擊，台糖遂於1998年7月在研究發展委員會支持下，於屏東原養牛場進行「鴕鳥試驗養殖計劃」:266。而除了畜殖之外，台糖也有經營飼料工廠（新營、小港）與肉品加工廠（柳營）。
而現行的畜殖事業部是在2003年8月由畜殖處改制而來，總部位在臺南縣柳營鄉人和村（今臺南市柳營區人和里，原新營副產加工廠），於2010年代有19座畜殖場及1座鴕鳥場，2座飼料工廠，並在海外有兩間分公司:262。

### 生物科技事業
主管該事業的生物科技事業部在2003年2月成立，總部位在嘉義縣大林鎮大糖里（原大林糖廠內），主要業務是生產銷售保健食品、酒精酒品與詩丹雅蘭系列美容保養品:275。

### 商品行銷事業

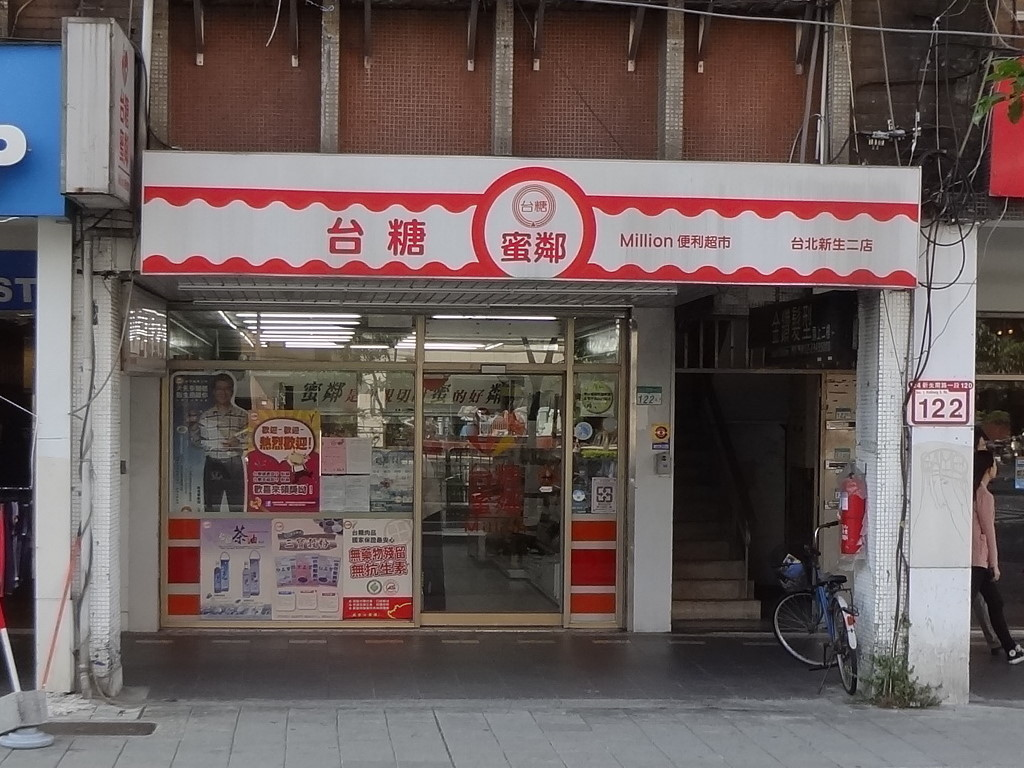
台糖蜜鄰便利超市

主管該業務的商品行銷事業部於2003年10月1日成立，總部於該年12月20日遷到臺北市萬華區，至2010年代下轄八個營業所（臺北、新竹、臺中、嘉義、臺南、高雄、花蓮）、二十個蜜鄰便利超市及埔里礦泉水工場，主要業務是銷售台糖食用油、飲料、沖調、罐頭、冷凍調理系列商品，其通路除了該事業部自有者外，還包括電子商務（台糖易購網）、其他事業部或資產管理中心所有者（台糖量販、台糖加油站等）與外部通路（農會、一般超市、福利社等）:286、287，而蜜鄰超市最後發展至百餘家也因虧損累累，而遭監察院糾正，最後大部分據點都委由全家便利商店經營，目前董座則計畫經營社會企業。

### 精緻農業事業
精緻農業事業部於2003年2月17日成立籌備小組，後於該年6月1日正式成立，總部位在臺南縣後壁鄉烏樹村（今臺南市後壁區烏樹里，原烏樹林糖廠內），主要業務是蝴蝶蘭品種育成、培育與銷售，底下有烏樹林蘭場、埔里蘭場、南靖蘭場、大林蘭場、臺東蘭場、臺南種苗中心等機構，並有海外分公司:251。

### 休閒遊憩事業
主管此一事業的休閒遊憩事業部於2004年1月1日正式成立，總部位於臺南縣仁德鄉田厝村（今臺南市仁德區田厝里，原仁德糖廠內），主要的業務範圍為經營糖業文化文園區、觀光糖廠（如蒜頭、烏樹林等糖廠）、旅館（台糖長榮酒店）、渡假村（尖山埤水庫、池上）:269、高爾夫練習場(如成功嶺高爾夫練習場、綠揚高爾夫練習場)、辦公大樓(台北騰雲大樓、台中崇德大樓)等。

## 其他事業

### 副產加工廠
台灣糖業自日治時期便有經營副產品加工利用，主要是利用糖蜜來生產酒精，而在第二次世界大戰期間因應軍事需要，大多改生產丁醇，之後在戰爭中遭到盟軍的轟炸:167。大戰之後，台糖公司進行修復，1946年恢復12所酒精工場，酒精年產量一萬公秉，後來進行整併與設備改良，1986年時全臺灣僅有屏東、花蓮酒精工場與新營副產加工廠三廠生產酒精，年產量3萬5,000公秉:167。
而除了從事酒精生產之外，為了因應國際糖價起伏不定的狀態，台糖遂多角經營開發副產加工事業，於1954年設立埔里副產加工廠（生產樹薯粉、青飼料、麥芽糖），1957年設置彰化副產加工廠（主產雙面光硬蔗板）、臺東鳳梨加工廠、新營副產加工廠（酵母粉、健素類食品、酒精、離氨酸）。
而後台糖公司內於1973年10月1日設立副產處管理相關事業，並在之後又增設了屏東紙漿廠、小港黃豆粉工場、小港飼料工場等廠:167。而後隨著時代變遷，有些副產加工廠停產，且隨著八大事業部的建立，剩下來的工場依性職各自分給相關的事業部管理。

### 鐵路運輸

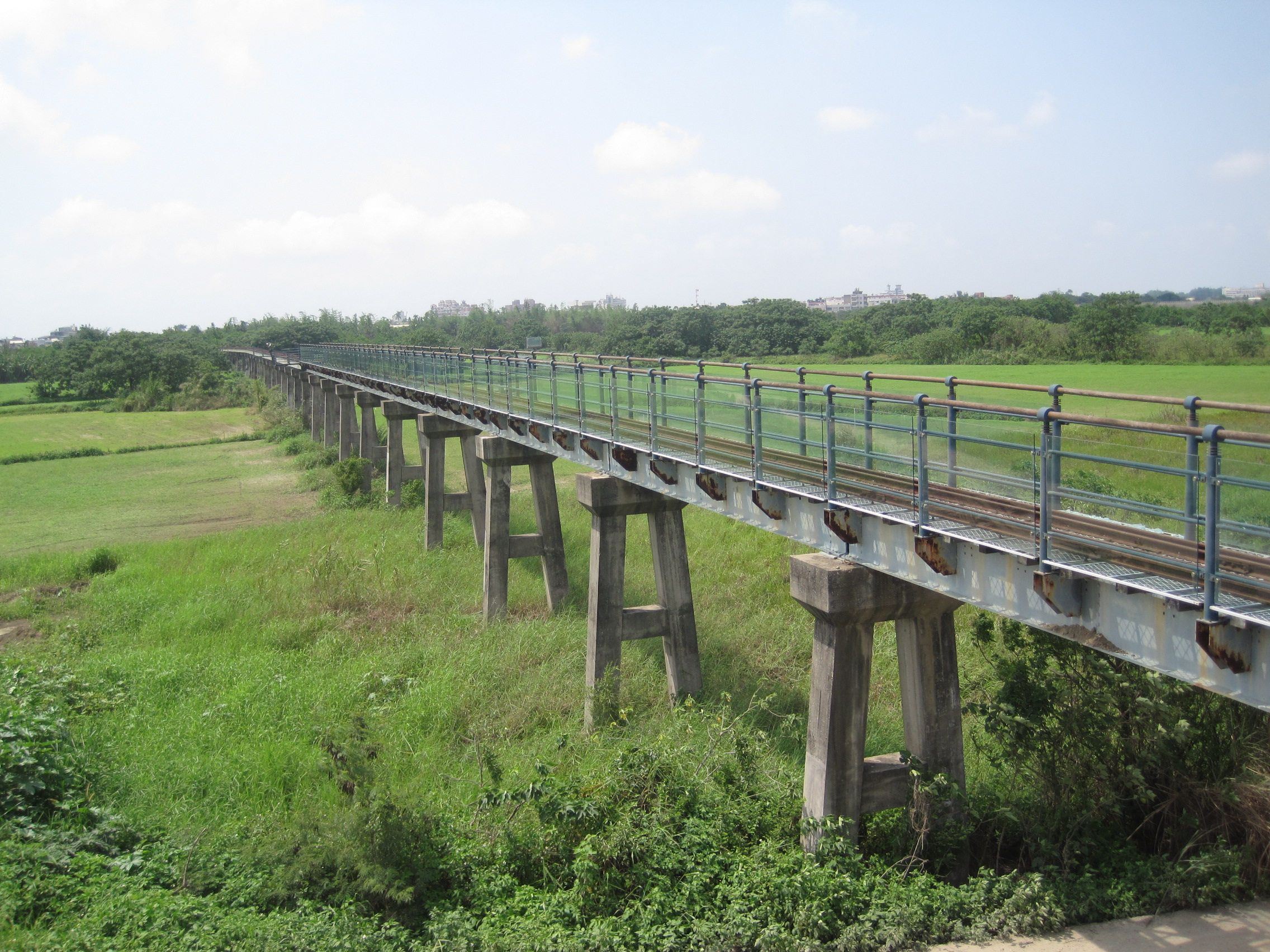
北港溪鐵橋，糖鐵最後一條營業線「北港線」的鐵橋，現已被雲林縣、嘉義縣列為文化資產。

台糖鐵路主要承繼日治時期各製糖會社所興建的鐵路，軌距普遍為762公厘，主要興建於1907年－1912年與1927年－1940年兩個時期，當第二次世界大戰結束時，全臺灣的糖業鐵路有2,964.6公里長，但由於是四大會社各自經營，所以即使轄區相鄰但線路也未銜接，台糖在戰後統一整合，其中最主要的工程便是南北平行預備線，將原本不相聯屬的糖鐵連接起來:130:207。而由於糖業鐵路遍布於農村地區（主要分布在臺灣西部大甲溪以南），遂成為農村主要的交通工具之一:130。
二次大戰剛結束時，臺灣糖業鐵路年久失修，且有鋼軌輕重不一、蒸汽機車大多逾齡等問題:133。台糖公司接手維修經營後，初期機車營業線（總長527.9公里）恢復營運，每日班車有190次:133。而在1953年－1954年時營業線達到41條線路，全長675公里，是營業線最多且最長的時期，此時每日定期班車有600多次，全年客運人數有1,000萬人，之後營業線的線數與長度開始大致逐年下降，不過客運人數並未立刻隨之下降，1957年－1958年的全年客運人數成長到了2,300萬人，平均每天有6萬人，是糖鐵對外營運的全盛時期:134。
1961年時，糖鐵營業線剩下25條，長571公里，1964年以後逐步停辦不經濟的營業線，但盡量維持學生通學班車。1971年時營業線還剩17條，490公里，但到了1981年時只剩三條，最後在1982年8月17日北港糖廠北港線停辦後，自1909年5月20日鹽水港製糖「新營－岸內（鹽水）」線開辦以來的糖鐵客運史便畫下了句點:207。而在停辦客運業務之後，糖鐵仍繼續維持原料運輸的工作，但隨著糖業沒落、糖鐵變成公共建設的阻礙、班車密度不敵公路運輸等因素，逐漸被公路運輸所取代:208。
但是在2001年12月22日時，烏樹林糖廠利用原屬專用線的新港東線經營田園列車，為全臺灣第一條長期營運的觀光列車，此後新營、橋頭、南州、溪湖等糖廠也開始經營觀光列車，沿續了糖鐵的歷史:220。
2018年，糖業鐵道受核定為「國家級綠道」軸線，為台灣保留珍貴的百年文化資產。舊「糖業鐵道」開始逐漸串連沿線「糖廠」與周邊設施，並行為自行車路線，成為民眾的歷史記憶與休閒場所。全台糖鐵第一條經營載客的營業線「新營─鹽水線」全長8.7公里，自1909年營運到1979年結束；2017年在地方民眾的歡迎下，糖鐵新營至鹽水線局部復駛，路線長約1公里。

### 教育
日治時期臺灣相關的製糖會社已陸續開辦小學校（後變更尋常小學校、國民學校）；1946年後台糖公司下的相關廠區再陸續開辦小學（後變更為代用國民學校）；1968年台灣實施九年義務教育，台糖轄下15間代用國民學校於該年8月交由地方政府接管，不過據《台糖通訊》的說法，1956年時行政院已命令臺灣省政府要將代用國民學校改由地方政府辦理，但因財政困難而遲未處理。此外各糖廠的附設幼稚園因為並非義務教育，所以並未轉移給地方政府，而是轉交給福利總會辦理。另外台糖所興辦的唯一一所中學——南光中學，則在1966年8月1日便轉交給福利總會辦理。而在學校移交給地方政府或福利總會後，台糖公司本身便未經營學校。

## 海外發展與技術合作

### 海外分公司
- 美國加州分公司
- 加拿大卑詩分公司
- 台越農產分公司
- 越福農產分公司

### 技術合作
台糖公司與海外的技術合作始自1955年越南共和國農業部農業生產司長董克文在美援協助下前來台糖公司進行為期一個月的蔗作農藝學習，此後東南亞各國或派人前來台糖考察實習，或要求台糖派專家前往考察指導，但多為零星且規模不大的案件:505。1959年3月，美國國際合作總署駐華分署代表總署與台糖公司簽訂協約，由台糖遴選十位糖業專家組成糖業技術團前往越南（南越）實地勘查，並代為設計三座糖廠，之後1960年台糖代訓了30名越南糖業人員:505。而後中華民國外交部推動農業外交政策時，台糖公司亦有所貢獻，如外交部在非洲推行之「先鋒計劃」最巔峰時，中華民國在非洲二十四個國家派駐有23個農耕示範隊與3個獸醫隊，其中16隊首任隊長與副隊長等主要職務由台糖人員擔任，另有3隊之副隊長由台糖人員擔任:505。

## 近年發展

### 糖協
糖協與台糖有密切歷史，是1939年日治時期台灣製糖株式會社退休社長武智直道所捐助成立，1956年成立財團法人台灣糖業協會。2003年，糖協改選第5屆董監事，逕行宣布新董監事名單不為台糖代表承認，自此糖協脫離台糖督導，於2005年更名為武智基金會。2006年，總資產超過新臺幣五十億元的台灣糖業協會（2005年更名為台灣武智紀念基金會），引發公產變私產的爭議，2008年法院判經濟部敗訴。其後，經濟部及台糖多次提訟均並未獲勝，直至2013年12月台糖聲請變更武智章程案獲判勝訴，再經武智抗告於2015年2月受法院駁回定讞，台糖方得主導重組糖協董監事會。
2016年，台糖公司於1月取得法院核判的法人登記證書，據以要求銀行凍結武智帳戶；其後來再轉為糖協帳戶，全案才峰迴路轉。於3月15日協會完成交接，重歸台糖督導，並開始進行資產清查。是時糖協銀行存款有5,000餘萬元，資產46.5億元、負債15億元、淨值31.5億元，另在加拿大持有地69.4公頃，出租運用中。目前糖協董監事均由台糖派員兼任，交接後的糖協依其原成立宗旨正常運作中。

### 保留股
由於兩岸問題，中華民國政府遷臺前於1948年在上海、南京、天津、廣州、青島、漢口等地販售了不少國營事業的股票以籌湊與解放軍交戰的經費，其中即包括台糖公司的股票，而後隨著兩岸對峙，中國大陸地區股東持有的股票被列為「保留股」，而由於中華民國立法院在1992年制定的〈在臺公司大陸地區股東股權行使條例〉，除非兩岸統一或者是進行修法，否則中國大陸地區股東無法對其持有的股票行使任何權利；對此中國大陸地區股東代表任雪松、王慧一向台糖提出兩點訴求，分別是應將股票還給股東自行管理，二是基於人道立場，應讓去世的原始股東繼承人辦理繼承或轉讓的手續。而根據台糖公司所提出的資料，目前中國大陸地區股東有1,643人，持有約7,300萬股，佔台糖公司0.93%的股權，此外台糖表示中國大陸股東仍有被保留配息權利，且全部被列在保留盈利裡，2012年時累計已保留新臺幣7.2億元，只要未來修法解凍大陸地區民股後便可發放。

### 經營定位
台糖量販店最近幾年獲利轉差， 2018年虧損逾3億元，2019年6月起將5家台糖量販店轉租家樂福收取租金，後續超市及休閒中心也都要一併處理。事業雖然連年虧損，2019年董事長年終獎金編列過高，在立法院受到質疑。
早期台糖是以賣糖為本業，全盛時期曾占全國外匯收入74％，經濟轉型後糖業比重降低，1990起開始朝多角化發展，事業仰賴處分土地而成長。台糖不動產事業2018年就貢獻營收2成，年收租達34億元，不動產開發也貢獻營收21億元，部分土地租金案件每坪每月僅收1.5元，受到立法院質疑。近年的事業主力方向尤其受到各界的關注，台糖董事會全力推動台糖成為「循環經濟」推動的領頭，事業資源集中在單一業務理念的實踐，忽視本身各事業部既存的問題。台糖雖然在東海豐循環園區、負壓水簾式豬舍、沙崙綠能住宅等循環經濟推動有突破性的成績，但國營事業整體經營體質陷入單一願景的困境，台糖存在已久的多元業務瓶頸依然未獲得解決。

## 事件

#### 健素糖原料爭議
2006年，台糖公司發生採購優質蛋白粉弊案，疑似以進口飼料用的酵母粉原料生產健素糖，在市場中引起震撼。當時得標廠商為了縮短進口查驗程序以因應交貨時間，才以非食用級名目進口，且提出原廠合約規範、出廠證明、檢驗報告等，證明該優質蛋白粉為可食用。台糖為平息民怨及消弭消費者疑慮，立即將健素糖及維他酵母粉等相關產品下架回收並停產。健素糖屬於高蛋白質的產品，營養豐富但保存容易受潮孳生細菌外，之後台糖的蔗糖蜜全作為動物飼料，不再進入食品市場。

#### 罐頭含有線蟲蟲屍
2012年1月31日，臺北市一名王姓男子打開一罐台糖鯖魚罐頭配飯，才吃了一塊，便被同桌的母親發現裡面有大量白色線蟲蟲屍，該名王姓男子立刻挖喉嘔吐，當晚更有腹瀉。而這鯖魚罐頭原本應可保存到2014年，且外觀並無破損。林口長庚醫院毒物科主任林杰樑指出，這可能是因為業者使用不新鮮的魚製成罐頭，雖然魚肉已有進行消毒殺菌，但毒素仍可能遺留，且紅肉魚富含組織胺原，細菌會使其轉化為抗組織胺，吃多了也易有噁心、腹瀉等症狀。

#### 食用油造假
台糖公司從2007年到2013年委託大統長基代工的「台糖葡萄籽油500ml」產品，在2013年9月爆發大統的葡萄籽油摻混其他食用油（葵花油）及著色劑（銅葉綠素）。台糖商品行銷事業部於10月17日接獲訊息，隨即依公司內控「產品下架回收作業要點」相關規定辦理，立即進行商品下架回收事宜，並決定不再委外代工生產該商品，且積極檢討委外代工商品之管理。其後台糖主張大統長基違約，對消費者健康有不良影響，提告求償懲罰性違約金。

#### 貢丸原料不實
2013年，衛生福利部深入調查食安問題，追踪宇馨興業有限公司銅葉綠素鈉流向。台糖公司查證其加工肉品工場的產品，其中活力丸家貢丸中「海菜口味貢丸」添加的天然葉綠素同為宇馨供應。據媒體報導，宇馨供應的銅葉綠素鈉購自金鎬貿易公司，當初採購標的為天然葉綠素，但是採購過程中宇馨受騙，連帶使台糖也被騙，各通路立即全面下架並接受退貨。

## 發行書刊

### 台糖公司發行[4]:367-382
1. 台糖通訊：1947年5月1日創刊
2. 業務公報：1948年9月1日創刊
3. 蔗報：1948年11月11日創刊
4. 糖業手冊：1952年9月出版
5. 糖業手冊續編：1967年8月出版
6. 英文台糖雜誌（TAIWAN SUGAR）：1954年創刊，2002年12月31日停刊
7. 台灣糖業復興史：1958年出版
8. 台糖三十年發展史：1976年5月出版
9. 台糖四十年：1986年
10. 台糖五十年：1996年5月1日出版
11. 台糖六十週年慶紀念專刊──台灣糖業之演進與再生：2006年5月1日出版

### 相關書籍
1. 善糖百年──善化糖廠建廠百年紀念專輯：2004年5月1日出版[55]
2. 善糖文史圖誌：2010年6月出版[56]
3. 台灣糖業圖誌：2010年8月出版[57]
4. 台灣製糖機械圖集：2017年7月出版[58]
5. 台灣糖業文史圖集：2019年12月出版[59]

## 組織系統
- 董事長
  - 總經理
    - 副總經理
- 董事會
  - 董事會秘書室
  - 董事會檢核室
- 總管理處
  - 企劃處
  - 資訊處
  - 會計處
  - 政風處
  - 秘書處
  - 人力資源處
  - 職業安全衛生處
  - 環境保護處
  - 土地開發處
  - 資產營運處
  - 法務室
  - 農業經營處
  - 再生能源小組
- 事業部
  - 砂糖事業部
  - 畜殖事業部
  - 精緻農業事業部
  - 生物科技事業部
  - 油品事業部
  - 休憩事業部
  - 商品行銷事業部
- 分公司
  - 高雄分公司
  - 加拿大卑詩分公司
  - 美國加州分公司
- 區處
  - 中彰區處
  - 雲嘉區處
  - 台南區處
  - 高雄區處
  - 屏東區處
  - 花東區處
- 研究所
  - 台糖研究所
- 外圍單位
  - 台糖公司工會聯合會
  - 台糖公司職工福利委員會[60]

## 外部連結
- 台灣糖業公司（页面存档备份，存于）（繁體中文）（英文）
- 台灣公司資料 （页面存档备份，存于）
- 台糖粉絲團 台灣糖業公司的Facebook專頁
- YouTube上的台糖官方頻道頻道

## 延伸閱讀
- 製糖會社土地的接收與處理 - 國立政治大學（页面存档备份，存于）